# Castillo de Solsona
El castillo de Solsona o simplemente el Castellvell, es un castillo que se encuentra sobre el homónimo cerro de 848 metros de altitud en el municipio de Olíus en la comarca del Solsonés. Edificación de origen muy antiguo (en el siglo XI ya se le llamaba el viejo), es una importante fortificación y atalaya al noroeste de la ciudad de Solsona.

## Situación
Está en lo alto del cerro de Castellvell, a 130 metros por encima de la ciudad de Solsona, siendo así, un mirador de primer orden sobre todo el viñedo de Solsona y de gran parte de la comarca del Solsonés. Dando la vuelta en sentido inverso a las agujas del reloj, se puede ver:
- Al oeste, la loma de la Torregassa.
- Al sur, el santuario del Miracle y la sierra de Pinós, con Montserrat al fondo.
- Al este, el Pi de Sant Just y los acantilados de Busa, e incluso, se puede ver el Montseny en el horizonte.
- Al norte, San Bartolomé en primer término, y al fondo destaca el Port del Comte, con la Sierra del Verd y el Pedraforca, y el Cadí por detrás, y ya cerrando el círculo, el Montsec.

## Historia

### Construcción
La construcción del castillo comenzó, por órdenes del conde Sunyer de Urgel, en el año 957, y el conde Borrell II del casal de Barcelona le hizo reforzar el 973 para asegurar la defensa de la región.
En el siglo XI, el entonces señor de Solsona Ecard Miró, comenzó las obras para fortificarlo, obras que posteriormente a su muerte, continuaron sus descendientes Bernardo y Ramón de Tarroja, finalizando su construcción en el año 1217. El final de la construcción tuvo lugar cuando la heredera de los Tarroja, Inés, ya se había casado con el vizconde de Cardona, Ramón Folc IV de Cardona (1180-23 de agosto de 1241).

### Época Románica
De la época románica, fuera del recinto, se conservan restos de una iglesia, a poniente, con ábside trilobulado, que corresponde a la iglesia parroquial de San Miguel de Castellvell. Fue sustituida por la parroquia de Briks, que había sido sufragánea.
Dentro del mismo castillo todavía podemos encontrar muestras de la capilla románica que había, pero que se modificó al estilo gótico durante el siglo XV.
Otra muestra de la época románica la encontramos en el capitel románico que se conserva en el recinto de la muralla. En este podemos ver esculpidos los escudos de armas de las dos familias: la torre de los Tarroja y el cardo de los Cardona. Estos dos símbolos, junto con la cruz del monasterio y un sol, los podemos encontrar también en el escudo de la ciudad de Solsona.

### sigloXIV
En el siglo XIV, entre los años 1310 y 1320, el castillo sufrió amplias reformas que emprendió el vizconde de Cardona para adaptar la casa-castillo al estilo gótico y convertirlo en palacio; durante estas reformas se construyó la gran sala que se podía encontrar en el lado este del recinto amurallado, de forma cuadrada, con arcos apuntados transversales sobre columnas cilíndricas con capiteles cúbicos, según un modelo frecuente en los castillos catalanes en época gótica.
Después de 69 años de mantener la sede de la casa señorial, los Cardona abandonaron el castillo para ir al castillo del Camp. Este segundo castillo recibió el nombre de castillo nuevo, y por contraposición, lo que habían dejado en la loma se llamó el castillo viejo. El castillo se mantuvo en custodia de varios nobles que recibieron el título de Castellano de Castellvell, una denominación que se mantuvo hasta el siglo XVII.
El año 1389 el castillo sufrió su primera destrucción a manos del primer conde de Cardona, Hugo II de Cardona, que autorizó el derribo para aprovechar las piedras en la construcción de las nuevas murallas de Solsona.

### sigloXV
Tal y como se ha comentado anteriormente, durante el siglo XV se edificó donde estaba la capilla románica y bajo la misma advocación de Santa María, un importante edificio de planta gótica, donde aún hoy, se mantiene el culto como santuario de la Virgen del Remedio.

### Guerras Carlistas
Durante la Primera Guerra Carlista, el barón de Meer ordenó transformarlo en un castillo moderno (que incluye el antiguo) llamado castillo de Solsona.
El castillo sufrió graves daños durante las campañas de la tercera guerra carlista. En 1872, el carlista Morlans ordenó derrumbar sus tres torres que actualmente se encuentran decapitadas de las cuatro del recinto cuadrado del que sólo quedan las bases, y la cuarta torre escapó de la misma suerte gracias a la llegada de los gubernamentales que impidieron su destrucción.

## Santuario de la Virgen del Remedio
Dentro del recinto del castillo hay también restos de la capilla de época románica, pero hacia la primera mitad del siglo XV fue edificada, bajo la misma advocación de Santa María, un notable edificio de estructura gótica, que ha permanecido abierto al culto como santuario de la Virgen del Remedio. 

### Talla
Se venera una imagen sedente de María, concretamente una talla de la Virgen de las Nieves o de la leche (siglo XIV). En 1882, el cura del Castellvell decidió mutilar la talla ya que creía que era una representación vergonzosa. Actualmente, la cabeza del niño Jesús se encuentra depositada en el Museo Diocesano y Comarcal de Solsona.

## Actualidad
A día de hoy, el Castellvell de Solsona aún se encuentra habitado, y en un estado de conservación bastante bueno. Se siguen celebrando encuentros del Roseret, y cada 10 de septiembre es tradición realizar una romería independentista, subiéndose una gran bandera que se cuelga en las murallas del castillo, y celebrando charlas, para conmemorar la festividad.

### Barrio del Castellvell
Uno de los barrios de la ciudad de Solsona lleva el nombre del mismo castillo, encontrándose ubicado a los pies de la vertiente noreste el cerro del Castellvell. En este barrio, se construyeron dos gigantes con los nombres de Mingo, señor del Castellvell (por la calle de la loma del Mingo, eje central del barrio), y Remei, señora del Castellvell (por ser la patrona del barrio), construidos por Manel Casserras y Andreu Soldevila y Culí, vecinos del barrio.
En este barrio se encuentra el acuartelamiento de la Guardia Civil de Solsona.